# La lunga stagione della pioggia
La lunga stagione della pioggia (The Long Season of Rain) è un romanzo di Helen Kim. Pubblicato originariamente nel 1992, in Italia è uscito nel 1998 per Arnoldo Mondadori Editore.

## Trama
Durante la piovosa estate sudcoreana la famiglia Lee, benestante famiglia tutta al femminile - a causa del lavoro del capofamiglia negli Stati Uniti- , riceve in affidamento l'orfano Pyungsoo, che ha da poco perso la famiglia in un incidente dovuto alle piogge torrenziali della stagione.
L'arrivo del ragazzo smarrito e traumatizzato, porta grande confusione in famiglia e riapre ferite del passato mai rimarginatasi. Così se nuove zuffe familiari tra i ragazzini della famiglia animano le giornate, altrettanto feroci ed accaniti litigi scandiscono le giornate degli adulti. La signora Lee, infatti, nonostante l'opposizione della famiglia del marito, decide di adottare Pyungsoo.
Da questa sconvolgente presa di posizione Junehee e le sue sorelle scoprono così che avrebbero potuto avere due fratelli maggiori, se essi non fossero morti durante il parto, e che la loro famiglia - priva di eredi maschi - può invece contare su dei figli illegittimi da parte del loro padre.
Il culmine della tensione familiare raggiunge il suo apice quando, dopo le vacanze al mare della famiglia, Pyungsoo viene ceduto su iniziativa di Nonna Lee in affidamento ad una coppia di amici senza figli. Il ragazzo, vissuto sempre in grande povertà, si abitua facilmente alla nuova condizione di coccolato figlio unico, ma la signora Lee, soffrendo indicibilmente per la separazione del ragazzo, che le si era molto affezionato, dopo l'ennesimo litigio col marito e la famiglia di lui, decide dia abbandonare la famiglia. junehee, comprendendo le sofferenze della madre, si solleva contro il proprio padre e tiene testa alla nonna.
Digerita l'insubordinazione della secondogenita, il signor Lee cerca la moglie e poi, accordatosi con lei, la chiede di tornare in famiglia, dalle proprie figlie, con la promessa di lasciarle più libertà.

## Personaggi
- Junehee: la combattiva secondogenita.
- Changhee: primogenita della famiglia Lee. La sua condizione di sorella maggiore la rende spesso prepotente ed ingiustificatamente autoritaria con le sorelle minori. Tuttavia, sotto l'apparente nsicurezza di sé, nasconde una grande fragilità emotiva.
- Moonhee: terzogenita dei Lee.
- Keehee: la minore tra le figlie dei Lee.
- Pyungsoo Park: orfano, unico sopravvissuto della sua famiglia a causa di una frana dovuta alle violente precipitazioni tipiche della stagione delle piogge. originario di una umile famiglia di contadini di montagna, Pyungsoo - oltre al recente trauma - deve affrontare la propria timidezza eil senso d'inferiorità dovuto alle sue origini contadine.
- Soonja: burbera domestica al servizio dei Lee. Nonostante il carattere schivo e di poche parole, si mostra sempre disponibile ad aiutare le figlie dei suoi datori di lavoro.
- Nonna Lee: dispotico pilastro della famiglia. È lei ad amministrare i beni di famiglia e a sovrintendere alla gestione della casa; le sue vedute conservatrici le fanno criticare insistentemente i comportamenti e le abitudini di vita della nuora, senza mai tuttavia criticare nulla al figlio spesso assente.
- Mamma Lee: accolta nella casa di famiglia del marito al momento del matrimonio, da allora per la neo signora Lee è iniziata una vita dura, di sola cura familiare e costantemente asfissiata dalle prepotenti presenze della suocere e della cognata, entrambe donne egocentriche e molto critiche verso gli altri. A questa esistenza malinconica si è aggiunta la perdita di due figli maschi, avvenuta al momento cruciale del parto, e da cui la mamma delle piccole Lee non si è mai ripresa.
- Papà Lee: padre assente e speso all'estero a causa dei suoi impegni militare negli Stati Uniti. Da sempre a disagio in casa propria a causa della madre e della sorella invadenti, il signor Lee ha così trovato conforto nella compagnia stabile di "ragazze da bar" e di bordelli, motivo per cui spesso si allontana da casa anche quando in licenza.

## Edizioni
- Helen Kim, La lunga stagione della pioggia, traduzione di Francesco Saba Sardi, copertina di Mike Adams, Arnoldo Mondadori Editore, 1998,  p. 187, ISBN 88-04-44643-9.